# Пяскорский, Николай Станиславович
Николай Станиславович Пяскорский — ефрейтор Вооружённых Сил СССР, активный участник разминирования территории Алжира после окончания войны за независимость этой страны от французского колониализма, погиб при исполнении служебных обязанностей, кавалер ордена Красного Знамени (посмертно).

## Биография
Николай Станиславович Пяскорский родился в 1942 году в селе Городище Шепетовского района Винницкой области Украинской ССР. Срочную службу проходил в частях инженерных войск Вооружённых Сил СССР. В числе ряда других советских военнослужащих добровольцем вызвался поехать в Республику Алжир, недавно успешно завершившую войну за независимость от французского колониального владения. Советские сапёры были необходимы там для обезвреживания миллионов мин, установленных французскими военными в период Алжирской войны и оставленными после их ухода из бывшей колонии. Эти минные поля приводили к значительным людским потерям среди мирного населения, мешали освоению плодородных земель.
Ефрейтор Николай Пяскорский являлся одним из самых эффективно действующих сапёров. Почти ежедневно со своими товарищами он выезжал на обезвреживание минных заграждений. За время своего пребывания в Алжире он обезвредил и уничтожил более 10 тысяч мин, в том числе более 300 прыгающих осколочных мин.
11 декабря 1963 года в ходе очередного выхода на разминирование Пяскорский выполнял задачу по проверке ранее пройденной минными тралами дороги. Ему удалось обнаружить 12 неразорвавшихся мин. В ходе дальнейшего продвижения ефрейтор Николай Пяскорский подорвался в результате случайной детонации взрывного устройства и погиб на месте. Он стал единственным советским военнослужащим, погибшим при исполнении служебных обязанностей в ходе операций по разминированию территории Республики Алжир.
Тело Пяскорского после многолюдного прощания в Алжире было отправлено в Советский Союз, где с отданием воинских почестей было предано земле на кладбище села Городище Шепетовского района Винницкой области Украинской ССР.
Указом Президиума Верховного Совета СССР ефрейтор Николай Станиславович Пяскорский посмертно был удостоен ордена Красного Знамени.

## Память
В годы Советской власти имя Пяскорского было широко известно в Советском Союзе. В городах Шепетовка и Хмельницкий его именем были названы улицы, также его имя носила школа, в которой он учился. Постановлением ЦК ВЛКСМ он был занесён в Книгу Почёта ЦК ВЛКСМ.